# 奇肛鱸科
奇肛鱸科（学名：Aphredoderidae）是輻鰭魚綱鮭鱸目的其中一科。其下僅有一屬一種，即胸肛魚(Aphredoderus sayanus)，又稱喉肛魚，分布於北美洲美國中部及東部淡水流域。 體長可達14公分，生活在沼澤、溪流、湖泊或池塘植物生長茂盛的混濁水域，夜行性，屬肉食性魚類，以昆蟲及魚類為食。

## 下级分类
本科包括以下属：
- 胸肛魚屬 Aphredoderus Lesueur, 1833，只有胸肛魚 Aphredoderus sayanus (Gilliams, 1824)一种
- Asineops Cope, 1870
- Erismatopterus Cope, 1870
- Trichophanes Cope, 1872

## 外部連結
胸肛魚的圖片